# Tatort: Kinderlieb
Kinderlieb ist ein Fernsehfilm aus der Fernseh-Kriminalreihe Tatort der ARD und des ORF. Der Film wurde vom WDR produziert und am 27. Oktober 1991 zum ersten Mal gesendet. Er ist die 250. Folge der Tatort-Reihe und die 28. mit Kommissar Schimanski. Anlässlich des 40. Sendejubiläums des Duisburger Tatorts strahlte der WDR am 5. April 2022 eine in HD abgetastete und digital restaurierte Folge aus.

## Handlung
Beim Schlittschuhlaufen bricht Schimanski in einem abgesperrten Bereich in den See ein. Während Thanner ihn zu retten versucht, findet Schimanski in seinem Loch die Leiche eines Mädchens. Die Obduktion ergibt, dass das Mädchen an den Folgen sexuellen Missbrauchs starb. Ein Fall, der Schimanski sichtlich unter die Haut geht. Unter den vermissten Personen ist das Mädchen nicht verzeichnet, aber seine Lehrerin Frau von Stein erkennt das Mädchen in der Zeitung wieder. Sie identifiziert das Mädchen als Manuela Czermak. Schimanski schließt daraus, dass das Mädchen nicht vermisst wurde, da man es jeweils als krank oder auf Klassenfahrt wähnte.
Während Thanner Frau von Stein näherkommen möchte, besucht Schimanski Manuelas Mutter Frau Czermak und wird von ihrem Sohn Markus im Treppenhaus überrannt, nachdem er sich eine handfeste Auseinandersetzung mit der Mutter geliefert hatte. Frau Czermak hat bereits den Tod ihrer Tochter aus der Zeitung erfahren und beantwortet nur paralysiert Schimanskis Fragen. Als Erklärung für Manuelas Wegbleiben gibt sie an, dass sie bei ihrer Freundin übernachten wollte. Durch eine Nachbarin kann er Markus in einer Spielothek ausfindig machen, doch der Junge schweigt und verlässt fluchtartig den Laden. Um mehr über Manuela rauszufinden, lädt Thanner die Lehrerin in das Lieblingslokal der Polizei ein, Schimanski taucht zufällig dort auf und beschwert sich über Thanners mangelnde Unterstützung im Fall. Doch Thanner versucht eine Spur in alten Kindesmissbrauchfällen zu finden, wobei ihnen eine Akte über Markus auffällt, in der der Junge den Jugendbeauftragten Köglmeier wegen sexuellen Missbrauchs angezeigt hatte. Köglmeier jedoch tut dies als Abwehrverhalten ab, weil der Junge nicht ins Heim wollte.
Bei einem weiteren Besuch bei Frau Czermak treffen die Ermittler auf einen Herrn Krüger, der ihr seit dem Tod ihres Mannes behilflich ist und mit Unverständnis darauf reagiert, warum Manuelas Leiche noch nicht freigegeben ist. Eine weitere Suche nach Beweismitteln wie Reisegepäck am Fundort ergibt keine Spur, und Manuela wurde nicht im Bus zur Schule gesehen. Im Heim, in dem Markus wohnt, können sie nur seine Bezugsperson Andreas antreffen und bekommen den Tipp, dass Markus sich auf dem Straßenstrich in der Vulkanstraße rumtreiben könnte. Als Markus Schimanski entdeckt, flüchtet er und hängt ihn im Hafengebiet ab. Thanner entdeckt, als Pädophiler getarnt, bei einem Pornohändler in einem Katalog ein Bild von Manuela, was ihn zur Erkenntnis bringt, dass ihre Eltern ihre Kinder zur Prostitution gezwungen haben. Aufgewühlt durch diese kriminellen Auswüchse, greift Schimanski Markus auf und lädt ihn zum Essen in seine Wohnung ein. Thanner jedoch findet Frau Czermak ermordet in ihrer Wohnung. Schimanski lässt Markus allein und durchsucht zusammen mit Thanner die Unterlagen des Pornohändlers, wobei den Ermittlern ein Notizbuch mit den Namen Köglmeier und Czermak in die Hände fällt. Plötzlich wird ihnen über Funk mitgeteilt, dass Markus schwerverletzt im Krankenhaus liegt. Eine weitere Befragung der Lehrerin ergibt, dass Manuela von einem Mann im Mercedes oft von der Schule abgeholt wurde. Eine Überprüfung des Nummernschildes führt zum Geschäftsmann Krause, der sich zuvor als Krüger ausgegeben hatte. Seine Befragung durch Schimanski und Thanner lässt Zweifel aufkommen, da sie beobachten, dass seine anwesende Frau bei seinen Antworten recht erstaunt wirkt.
Köglmeier, der plötzlich aus Angst verschwunden war, kann durch Hilfe seiner schwangeren Frau schließlich gefunden werden, und er gibt zu, Markus aus Panik krankenhausreif geschlagen zu haben. Die Morde jedoch streitet er ab und beschuldigt Krause, der eine pädophile Neigung zu Manuela hatte. Aber an Krause lässt sich schwer herankommen, und Schimanski kompromittiert ihn in seinem Büro wegen seiner Neigung gegenüber seinen Angestellten. Glücklicherweise erwacht Markus aus dem Koma und erzählt Schimanski von den Pornogeschäften seines verstorbenen Vaters. Krause wollte Manuela unbedingt für sich alleine haben und stieß beim Vater und Markus auf Widerstand. Frau Czermak wurde zur Vertuschung als Mitwisserin von Krause ermordet, nachdem Manuela durch ihn zu Tode kam. Als Schimanski Krause damit konfrontiert, versucht er sich zu erschießen. Hänschen hat nebenbei herausgefunden, dass Markus seinen Vater durch einen fingierten Unfall umgebracht hatte. Schimanski lässt den Jungen jedoch unbehelligt, nachdem er ihm die Tat mit einem filmischen Vergleich angedeutet hat.

## Sonstiges
Wie auch bei anderen Tatorten des WDR wurde einiges in München und Umgebung gedreht, da dort die produzierende Bavaria-Film sitzt. Der See, in dem das Kind gefunden wird, ist der Kirchsee bei Sachsenkam südlich von München. Im Hintergrund sieht man das Kloster Reutberg.